# Radio Belgique
Radio Belgique (in francese, nota anche come Radio België in fiammingo e Radio Belgium in inglese) fu una radio che trasmetteva da Londra nel Belgio occupato dalla Germania nazista durante la seconda guerra mondiale. Era realizzata con la collaborazione del Governo in esilio del Belgio e faceva parte dei servizi europei della BBC.

## Antefatto
Il 10 maggio 1940, il Belgio neutrale venne invaso dall'esercito tedesco. Dopo 18 giorni di combattimenti, l'esercito belga e il re Leopoldo III si arresero e il paese passò sotto occupazione tedesca. Il Governo si trasferì, prima in Francia e poi nel Regno Unito, dove venne costituito un governo in esilio aLondra. La radio nazionale belga, RTBF, sabotò i suoi trasmettitori e fu messa al bando dai tedeschi anche se diversi dipendenti dell'azienda seguirono il governo a Londra.

## Radio Belgique
La Radio Belgique venne costituita il 28 settembre 1940 e tramettva in francese e olandese. Il servizio in francese venne posto sotto il controllo di Victor de Laveleye (un ex ministro liberale del governo belga), mentre Jan Moedwil era a capo del servizio in olandese. Un'agenzia di stampa, INTERBEL, fu fondata per la radio, come continuazione della Belga anteguerra.
Il 14 gennaio 1941, l'ex ministro belga Victor de Laveleye, noto per aver lanciato la campagna V per la Vittoria, divenne l'annunciatore della Radio Belgique in lingua francese ed iniziò ad incoraggiare l'uso del simbolo V nel Belgio occupato. Egli inventò uno degli slogan più popolari della stazione radio, "Avremo i crucchi". Nel 1942, Charles de Gaulle parlò alla Radio Belgique, celebrando l'amicizia franco-belga.
Anche se vietata dalla Germania occupante, Radio Belgique era ascoltata dalla maggioranza dei belgi, ben più delle stazioni omologate Radio Bruxelles che trasmetteva la propaganda tedesca. Il giornalista e membro della resistenza belga, Paul Lévy lavorò nella Radio Belgique.
I programmi della Radio Belgique erano trasmessi sia in francese che in olandese. All'inizio venivano trasmessi dalle 21:00 alle 21:15 ogni sera in francese e in olandese a giorni alterni, ma dalla primavera del 1941, venne realizzata una edizione diurna alle 17:30 con almeno una edizione giornaliera per ogni lingua. Dal marzo 1943, la BBC trasmise programmi giornalieri da Radio Belgique alle 19:15 (in francese) e alle 20:30 (in olandese).

## Risposta tedesca
Riconoscendo l'effetto potenziale che avrebbe potuto avere sul proprio controllo delle informazioni nel paese occupato, i tedeschi crearono rapidamente stazioni radiofoniche collaborazioniste, rivolte anche ad un pubblico belga, utilizzando i rimanenti trasmettitori rimasti attivi della RTBF, la francofona Radio Bruxelles e la olandese Zender Brussel. I tedeschi misero in atto dei disturbi elettronici per bloccare la ricezione Radio Belgique e la dichiararono illegale nel dicembre 1940.

## Radiodiffusion National Belge
Verso la fine della seconda guerra mondiale, il governo belga creò una nuova radio, la Radiodiffusion National Belge (RNB), che trasmetteva da Londra, New York e in ultimo da Kinshasa nel Congo Belga. Tuttavia, giunse in Belgio soltanto nel settembre 1944 durante la liberazioni e subito dopo cessarono le trasmissioni di Radio Belgique.